# Otra realidad
Otra realidad è il primo album in studio della cantante spagnola Beth, pubblicato nel 2003.

## Tracce
1. Parando el tiempo
2. La luz (It's Summer In My Heart)
3. Estás
4. Vestida de besos
5. Quiéreme otra vez
6. Otra realidad
7. Hoy
8. No quiero aceptar (Light Years Apart)
9. Llévame contigo
10. Eclipse
11. Vuelvo por ti
12. Diario de dos
13. Un mundo perfecto
14. Dime